# 6613 Вільямкарл
6613 Вільямкарл (6613 Williamcarl) — астероїд головного поясу, відкритий 2 червня 1994 року.
Тіссеранів параметр щодо Юпітера — 3,033.